# Felbel
Felbel ist ein samtartiges Textil mit langem Flor, welcher in eine Richtung  gelegt oder gepresst wird, zuweilen auch in verschiedene Richtungen, um ein Muster zu erzielen. Für das Grundgewebe wird Baumwoll- oder Leinengarn verwendet, für den Flor  Seide, Viskose oder Angorawolle. Früher wurde das Gewebe häufig für das Überziehen von Zylinderhüten verwendet.
Siehe auch: Plüsch